# Aberdarebjergene
Aberdarebjergene (engelsk: Lord Aberdare Range; kikuyu:Nyandarua) er en 160 km lang og op til 3.994 meter høj bjergkæde på Leikipiaplateauet i Kenya, nordøst for Naivasha og Gilgil. Dele af bjergkæden ligger i Aberdare nationalpark.
I de skovklædte bjerge havde Mau-Mau-bevægelsen i 1950'erne et af sine holdepunkter.